# Olivier Rochon
Pour les articles homonymes, voir Rochon.
Olivier Rochon, né le 30 juillet 1989 à Bucarest, est un skieur acrobatique canadien spécialiste du saut acrobatique.

## Carrière
Il a commencé sa carrière en 2005, participant à des compétitions mineures de la Coupe FIS ou de la Nor-Am Cup. En 2008, il rentre dans le circuit de la Coupe du monde puis lors de la saison 2011-2012, il monte à cinq reprises sur le podium dont une victoire à Calgary et ainsi récompensé par le globe de cristal de la spécialité. Rochon a du déclarer forfait pour les Jeux olympiques d'hiver de 2014 à la suite d'une déchirure au ligament croisé antérieur gauche au début de la saison 2013-2014.

## Palmarès

### Championnats du monde
| Édition/Discipline             | saut acrobatique |
| Mondiaux 2013 à Voss-Myrkdalen | DNS              |

légende : DNS = n'a pas pris le départ

### Coupe du monde
- Meilleur classement général : 3e en 2012.
- 1 petit globe de cristal :
- - Vainqueur du classement du saut acrobatique en 2012.
- 8 podium dont 1 victoire.